# Occidozyga laevis
Occidozyga laevis (tên tiếng Anh: Yellow Bellied Puddle Frog) là một loài ếch trong họ Ranidae.
Nó được tìm thấy ở Brunei, Indonesia, Malaysia, Philippines, Singapore, và Thái Lan.
Các môi trường sống tự nhiên của chúng là các khu rừng ẩm ướt đất thấp nhiệt đới hoặc cận nhiệt đới, sông, sông có nước theo mùa, đầm nước, đầm nước ngọt có nước theo mùa, phá nước ngọt ven biển, đất canh tác, vùng đồng cỏ, vườn nông thôn, các vùng đô thị, khu vực trữ nước, ao, ao nuôi trồng thủy sản, đất có tưới tiêu, đất nông nghiệp có lụt theo mùa, và thảm thực vật di thực.

## Hình ảnh

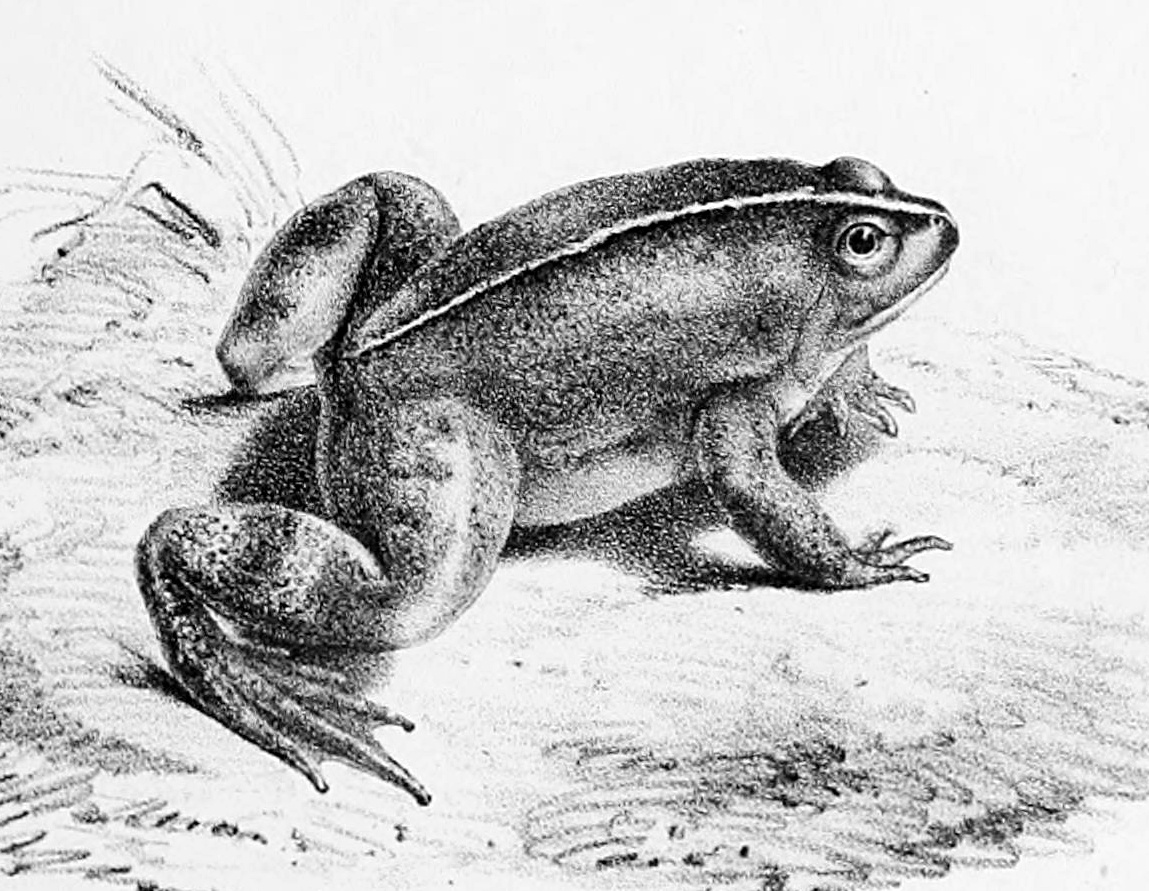